# Anastrepta bifida
Anastrepta bifida là một loài rêu trong họ Anastrophyllaceae. Loài này được Stephani Stephani mô tả khoa học đầu tiên năm 1902.